# Wang Mingxing
Wang Mingxing (kinesiska: 王明星; pinyin: Wáng Míngxīng), född den 5 september 1961, är en kinesisk handbollsspelare.
Hon tog OS-brons i damernas turnering i samband med de olympiska handbollstävlingarna 1984 i Los Angeles.